# ماركوس إردمان
ماركوس إردمان (بالألمانية: Markus Erdmann)‏ هو لاعب كرة قدم ألماني، ولد في 16 يوليو 1969 في ألمانيا الغربية. لعب مع هانوفر 96.

## وصلات خارجية
- ماركوس إردمان على موقع بيانات كرة القدم. دي إي (الألمانية)